# Dalea obovata
Dalea obovata là một loài thực vật có hoa trong họ Đậu. Loài này được (Torr. & A.Gray) Shinners miêu tả khoa học đầu tiên.